# Glass Duo
Glass Duo sono un gruppo musicale formato dai polacchi Anna  e Arkadiusz Szafraniec. Suonano l'armonica a bicchieri e quella appartenente al gruppo è, per estensione, di quasi 5 ottave, tra le più grandi del mondo.
Hanno suonato a Singapore, in Germania, Belgio, India, Austria, Lituania, USA, Italia, Russia ed in altri paesi.

## Discografia
- Glass Duo (2001 - Soliton)
- A Drop in the Glass (2007 - DUX Recording Producers)
- ChoPINcode (2010) (in quartetto: con oboe, flauto, viola e violoncello)